# Langerei
El Langerei és un rei o via fluvial i un carrer al centre de Bruges. El rei va des del Spiegelrei, comença al pont Carmers i acaba al Dampoort. El carrer del mateix nom, situat a la riba oest, discorre des del Gouden-Handbrug fins al Wulpenstraat. El carrer de l'altre costat de l'aigua és el Potterierei.
El curs d'aigua i el carrer tenen un camí lleugerament sinuós, més o menys d'acord amb la llera del riu Reie original. A l'altura de l'actual Gravenstraat, la Reie es va inclinar cap a l'est a finals del segle xii per unir-se a la connexió marítima que va conduir al llavors fundat Damme. El Langerei està envoltat pel Snaggaardbrug, el Duinenbrug i el Leonardsstuwbrug.
La Reie està vorejada de murs de molls fets de maó, amb plaques de coberta de color blau a la part superior o un parapet de ferro. Els edificis, que predominen en dos o tres pisos, tenen funcions comercials i residencials i es remunten als segles XV al XX.
Originalment es va utilitzar el nom Roye per al cos d'aigua. A partir del segle xiii es pot trobar el nom de Houtbrekersdam, que fa referència a les activitats de construcció naval. Per a la zona oest, els topònims Koetelwic o Ketelwic, o simplement Wijk, es poden trobar a la zona fins al segle xvi. Apunten a un amarratge i assentament que existia des del segle xi i possiblement abans. Des del darrer quart del segle xvi, el nom Langerei s'utilitza per al llarg tram de la riba occidental del rei.

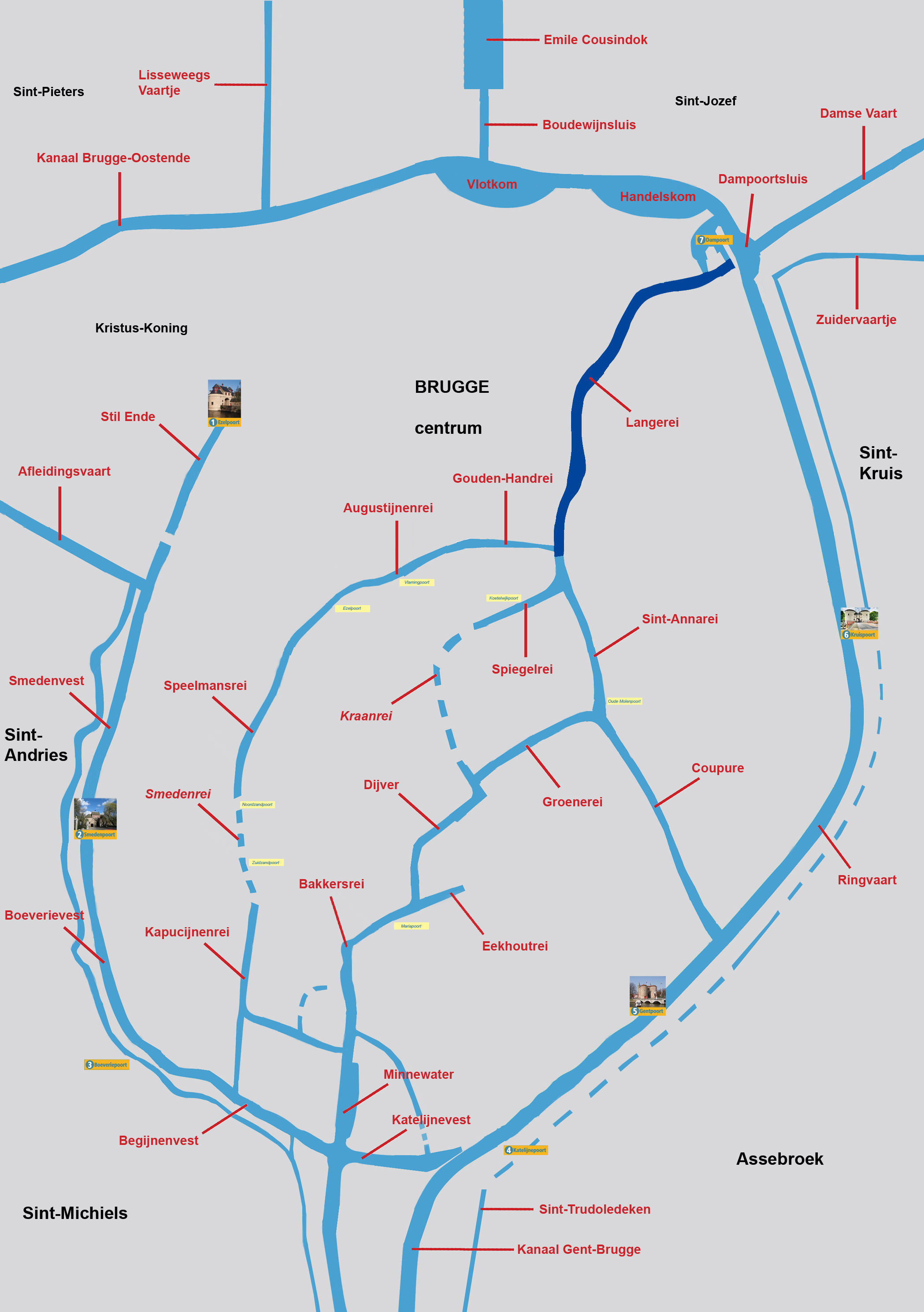
Actual plànol dels canals de Bruges, amb Langerei en color blau fosc

Des de l'època romana fins al segle xv, el curs d'aigua era l'artèria marítima més important de Bruges. A través del complex (i mentrestant desaparegut) de Dampoort hi havia una connexió amb el mar. Het Wijk va tenir moltes activitats comercials fins a finals del segle XII; llavors el centre de gravetat navegacional es va traslladar als Kraanrei i Spiegelrei.
Entre 1623 i 1855, el Langerei era encara important com a part del canal entre Ostende, Bruges i Gant. L'Annavart es va fer càrrec d'aquest paper. Fins i tot a la dècada dels 20 del segle xx, allà es van amarrar barcasses.
En els anys 1972-1974, es van substituir els ponts oscil·lants de fusta per ponts de pedra fixos: el pont Carmers, el Snaggaardsbrug i el Duinenbrug.